# Michel Sluysmans
Michel Sluysmans (Heerlen, 18 februari 1979) is een Nederlands acteur en regisseur. In 2021 won hij een Gouden Kalf voor zijn rol in The Spectacular.

## Biografie
Sluysmans werd geboren in Heerlen, maar groeide op in Simpelveld in Zuid-Limburg. Op zijn 18e verhuisde hij naar Amsterdam. Daar studeerde hij aan de Toneelschool, en raakte hij bevriend met Thijs Römer met wie hij, naast de acteurs Niels Croiset, Kristen Denkers en regisseur Christiaan Mooij, na zijn afstuderen toneelgroep Annette Speelt oprichtte. Van 2002 tot 2009 produceerde Annette Speelt voorstellingen vanuit Theater aan het Spui in Den Haag. De voorstellingen werden gekenmerkt door een grote veelzijdigheid. Van klassiek repertoire tot muziektheater, van locatievoorstellingen tot nieuwe teksten. Schrijver Ilja Leonard Pfeijffer schreef twee toneelteksten voor Annette Speelt; De Eeuw van mijn Dochter en Malpensa. Malpensa werd later verfilmd door Annette Speelt in coproductie met de VPRO en Column Producties.
Hij speelde ook bij andere Nederlandse toneelgezelschappen, zoals Orkater, Toneelgroep Oostpool, het Nationale Toneel, het Zuidelijk Toneel. Van 2009 tot 2011 was hij als vast acteur verbonden aan het Nationale Toneel.
Naast zijn acteerwerkzaamheden werkt hij ook als schrijver, regisseur en was hij als docent verbonden aan de Amsterdamse Toneelschool & Kleinkunstacademie.
Op 1 januari 2015 nam Sluysmans, samen met Servé Hermans, het artistiek leiderschap op zich van Toneelgroep Maastricht. Sinds 2019 vormen ze ook de directie van het gezelschap. Bij Toneelgroep Maastricht regisseerde hij o.a. Iets van Troost, Not the Tommy Cooper Story, De advocaat, Brieven uit Genua, Prometheus, De vier Heemskinderen, De Laatste Getuigen, Noem het maar liefde, Peachez. In 2019 regisseerde Sluysmans het theaterconcert Alleen de liedjes van de Limburgse band Rowwen Hèze. In 2020 regisseerde hij Pollux duit Carré, een theaterconcert in Koninklijk Theater Carré van de zanger Frans Pollux.

## Schrijver
Samen met Vincent van Warmerdam schreef (en regisseerde) hij in 2009 voor Orkater de muziektheatervoorstelling Blackface. Deze voorstelling werd geselecteerd voor het internationale theaterfestival Le Standard Idéal in het Parijse Théatre MC93. Tevens werd de voorstelling door de AVRO uitgezonden in de televisiereeks Toneel op 2. In 2012 schreven ze Murder Ballads en in 2016 Not the Tommy Cooper Story (ism Jan Veldman).
Voor het Nationale Toneel schreef hij de muziektheatervoorstelling Ginny & the Tonics, en was hij naast Gerardjan Rijnders en Nazmiye Oral co-auteur van de voorstelling Retour Hollandse Spoor. In 2011 zat Sluysmans in het schrijversteam van de BNN-programma's Comedy Live en Vrijdag op Maandag. Samen met Thijs Römer schreef hij de film Guilty Movie, die hij ook co-regisseerde.
Voor Toneelgroep Maastricht maakte Sluysmans toneelbewerkingen van de romans Brieven uit Genua en Peachez, een romance van Ilja Leonard Pfeijffer. Hij bewerkte Shakespeares Romeo en Julia. Tevens schreef hij in 2020 voor Toneelgroep Maastricht, Opera Zuid en philharmonie zuidnederland Een Midzomernachtsdroom.

## Film en televisie
Hij speelde o.a. in de speelfilms Lockdown (Pieter Kuijpers), Riphagen (Pieter Kuijpers), De Boskampi's (Arne Toonen), Matterhorn (Diederik Ebbinge), Black Out (Arne Toonen), Hemel op Aarde (Pieter Kuijpers), 06/05 (Theo van Gogh), Het mysterie van de sardine (Erik van Zuylen). Voor zijn rol in Riphagen ontving hij een Gouden Kalf-nominatie voor beste mannelijke bijrol.
Op televisie was hij o.a. te zien in Medea van Theo van Gogh, Van God Los, Jeuk, Moordvrouw, Overspel, Baantjer, Flikken Maastricht en de televisiefilm De terugkeer van de wespendief.

## Trivia
- Hij was ook te gast in het programma Dit was het nieuws.
- Sluysmans is getrouwd met actrice Lore Dijkman.
- Voor zijn rol in Riphagen werd hij genomineerd voor een Gouden Kalf voor beste mannelijke bijrol. Hij won een Gouden Kalf voor zijn rol in The Spectacular.
- Sluysmans ontving samen met Servé Hermans in 2019 de Inspiratieprijs van het Prins Bernhard Cultuurfonds Limburg voor hun inspirerende bijdrage aan het maatschappelijke en culturele klimaat in en vanuit Limburg.
- De voorstelling Noem het maar liefde won in 2019 de publieksprijs van zowel Theater de Veste in Delft als TAQA Theater de Vest in Alkmaar.